# Platylabops novaescotiae
Platylabops novaescotiae är en stekelart som beskrevs av Heinrich 1961. Platylabops novaescotiae ingår i släktet Platylabops och familjen brokparasitsteklar. Inga underarter finns listade i Catalogue of Life.